# Holedná
Holedná är en kulle i Tjeckien.   Den ligger i regionen Södra Mähren, i den sydöstra delen av landet, 180 km sydost om huvudstaden Prag. Toppen på Holedná är 391 meter över havet.
Terrängen runt Holedná är platt söderut, men norrut är den kuperad.Runt Holedná är det tätbefolkat, med 459 invånare per kvadratkilometer. Närmaste större samhälle är Brno, 5,5 km öster om Holedná. Trakten runt Holedná består till största delen av jordbruksmark.